# José Carbajal

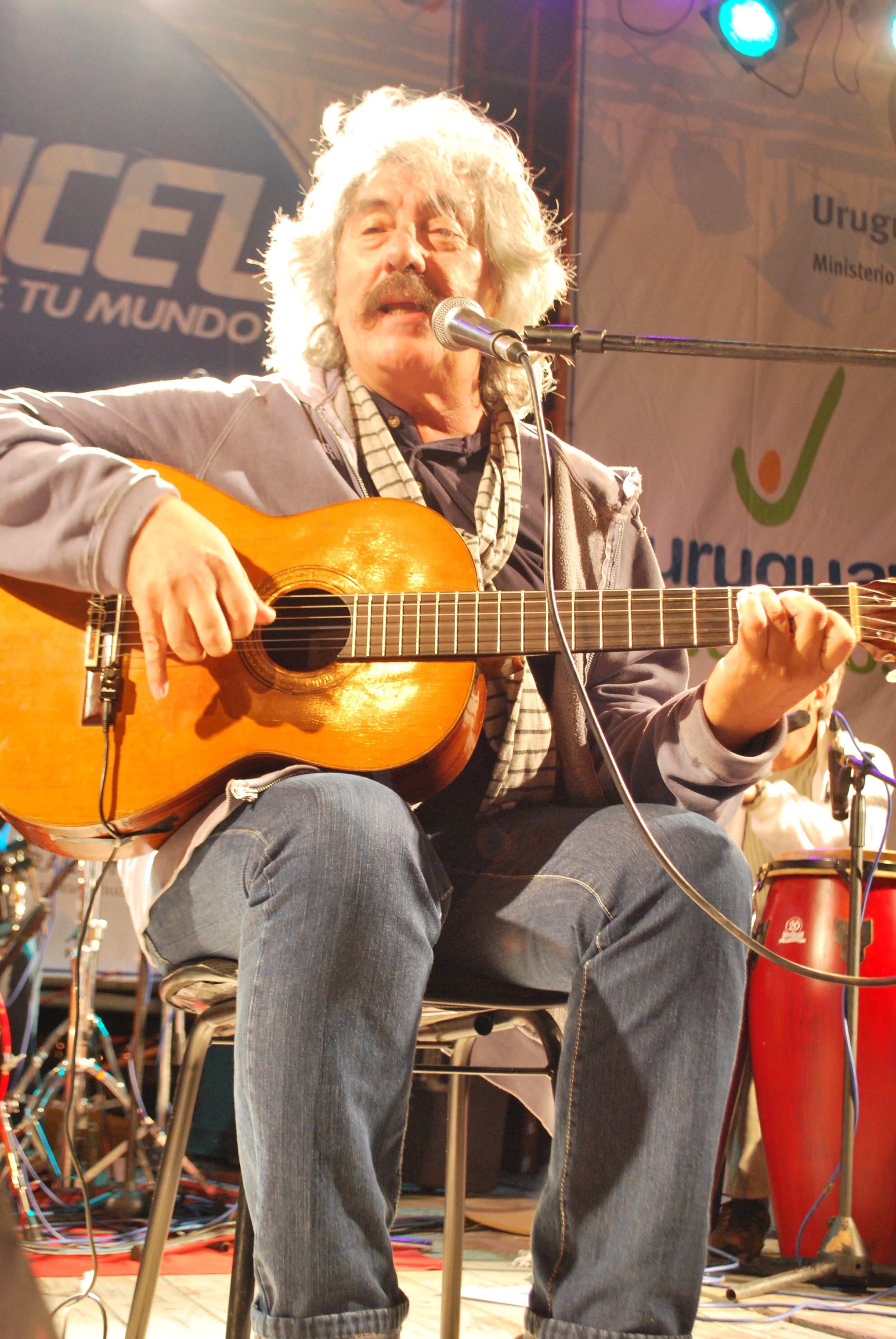
José Carbajal

José María Carbajal Pruzzo (* 8. Dezember 1943 in Juan Lacaze; † 21. Oktober 2010 in Villa Argentina), bekannt als El Sabalero, war ein uruguayischer Sänger, Komponist und Gitarrist. Carbajal war Autor und Interpret mehrerer Hits, wie etwa Chiquillada, A mi gente und La Sencillita.

## Leben
Er zog 1967 nach Montevideo. Hier nahm er im selben Jahr beim Label Orfeo seine erste Schallplatte auf. 1969 erschien dann seine erste LP mit dem Titel "Canto popular". Mit einem Prolog der Dichterin Idea Vilariño und musikalischer Begleitung von Yamandú Palacios und Roberto Cabrera war dieser Platte großer Erfolg in Uruguay und Lateinamerika beschieden. Auch Chiquillada, ein später oft von anderen Künstlern – darunter Jorge Cafrune und Leonardo Favio – interpretiertes Lied, steigerte seine Popularität.
Zwischen 1970 und 1973 lebte er in Buenos Aires, mit der sich in Uruguay etablierenden Diktatur emigrierte er. Er lebte in Brasilien, Mexiko, Frankreich und Spanien. Aus letzterem Land wurde er schließlich vom Franco-Regime vertrieben, so dass er sich letztlich in den Niederlanden niederließ.
Er kehrte 1984 wieder nach Uruguay zurück und lebte dort bis 1992. Danach siedelte er jedoch wieder in die Niederlande über, betrieb aber weiterhin ein musikalisches Projekt in Montevideo und pendelte zwischen den Wohnorten. Neben den umfangreichen Plattenaufnahmen Carbajals fand sein musikalisches Wirken auch in anderen Bereichen Anklang. So war sein Lied Borracho, pero con flores Teil des US-amerikanischen Claire-Best-Films Fishing with George. 2002 tourte er gemeinsam mit Canario Luna durch die USA und Kanada.

## Auszeichnungen
In den Jahren 1997, 1997, 1998 und 2001 wurde Carbajal jeweils mit dem MUSA-Preis der Asociación General de Autores del Uruguay (AGADU) ausgezeichnet. 1999 erhielt er den Preis der Sociedad de Autores de Argentina (SADAIC). Zwei Jahre später wurde er mit dem Morosoli-Preis bedacht.

## Diskographie

### Alben
- Canto popular (Orfeo ULP 90518. 1969)
- Bien de pueblo (Orfeo ULP 90536. 1969)
- Canto popular (Ed. Argentina con temas diferentes al disco de 1969. Odeón LDB-198. 1970)
- Chiquillada (Emi. Argentina. 1970)
- Octubre (Orfeo ULP 90545. 1970)
- Abre tu puerta vecino y saca al camino tu vino y tu pan (CBS Columbia 9120. Argentina. 1972)
- Pelusa (Microfón I-401. Argentina. 1973)
- Volveremos (KKLA. Francia. 1975)
- Colmeneras (KKLA. Holanda. 1978)
- La flota (Sondor 44318. 1983)
- La muerte (Orfeo SULP 90743. 1984)
- Angelitos (Orfeo SCO 90767. 1984)
- Angelitos vol. II (Orfeo SULP 90768. 1985)
- Entre putas y ladrones (letras de Higinio Mena. Orfeo 91070-4. 1990)
- Viento en popa (Orfeo 91209-4. 1993)
- La casa encantada (Orfeo CDO 053-2. 1995)
- Cuentamusa (Orfeo CDO 097-2. 1995)
- Noche de rondas (Bizarro Records 2334-2. 2000)
- Re-percusión / el 14 (Obligado Records RL 2626-2. 2002)
- Me vuela el corazón (Obligado Records RL 2858-2. 2003)
- La viuda (letras de Higinio Mena. Aperiá Records. 2006)

### EPs und Singles
- Sabalero (Orfeo 333–3556. 1967)
- Navidad y rejas / No te vayas nunca, compañera (1972)
- ¿Dónde están? (compartido con Los Olimareños. Barry’s Record 0072. Holanda. 1979)

### Reeditionen und Compilations
- Abre tu puerta vecino y saca al camino tu vino y tu pan (CBS Columbia 59.120. 1977)
- Chiquillada (Sondor 84207. 1981)
- Chiquillada (RCA. 1984)
- Lo mejor del Sabalero (Sondor. 1985)
- Antología (Orfeo. 1987)
- Grandes éxitos (Sondor 6.731-2. 1991)
- Entre putas y ladrones / El viejo (Orfeo CDO 014-2. 1992)
- Angelitos (contiene lo volúmenes I y II de "Angelitos". Orfeo CDO 022-2)
- La flota (Sondor 4.318-2. 1998)
- El Sabalero y sus canciones (La República. Serie Grandes del Canto Popular Vol II 2494-2. 2001)
- Re-percusión / el 14 (editado en Argentina. 2004)
- Canto popular (Orfeo / Emi / Bizarro Records 7243 8 59538 2 8. 2004)